# Park Narodowy Olympic
Park Narodowy Olympic (ang. Olympic National Park) – park narodowy położony w północno-zachodniej części stanu Waszyngton w Stanach Zjednoczonych. Teren parku obejmuje znaczną część półwyspu Olympic. Obszar parku można podzielić na trzy podstawowe regiony: wybrzeże Oceanu Spokojnego, góry Olympic oraz umiarkowane lasy deszczowe. Park narodowy Olympic został utworzony w 1938 roku w miejsce istniejącego od 1909 roku pomnika narodowego Mount Olympus National Monument. W 1976 roku park został wpisany na listę rezerwatów biosfery UNESCO, a w 1981 na listę światowego dziedzictwa UNESCO.

## Historia
Historia obecnych obszarów Parku Narodowego Olympic sięga wstecz do 1897 roku, gdy prezydent Stanów Zjednoczonych Grover Cleveland ustanowił na większości zalesionych terenów w tym regionie rezerwat Olympic Forest Reserve. Decyzją prezydenta Theodore'a Roosevelta z 2 marca 1909 roku ustanowiono pomnik narodowy Mount Olympus National Monument, którego powierzchnię stopniowo zmniejszano. Jako pierwszy dokonał tego prezydent William Taft 17 kwietnia 1912 roku. Prezydent Woodrow Wilson zmniejszył powierzchnię objętą ochroną o ponad połowę 11 maja 1915 roku. Nieznacznie uszczuplił go również prezydent Calvin Coolidge 7 stycznia 1929 roku. W 1933 roku pomnik przeszedł w zarządzanie National Park Service. Ostatecznie decyzją Kongresu Stanów Zjednoczonych z 29 czerwca 1938 roku pomnik przekształcono w istniejący współcześnie Park Narodowy Olympic. Trend zmniejszania terenów objętych ochroną uległ odwróceniu w 1953 roku, gdy do terenów parku włączono szeroki pas wybrzeża.
Status parku uległ dalszej poprawie, gdy w 1976 roku został wpisany na listę rezerwatów biosfery UNESCO, a w 1981 roku na listę światowego dziedzictwa UNESCO.

## Flora
Na terenie Parku Narodowego Olympic występuje wiele gatunków roślin, spośród których można wymienić jedlicę, żywotnika olbrzymiego, klona wielkolistnego, klona okrągłolistnego.

## Fauna
Na terenie Parku Narodowego Olympic występuje wiele dzikich gatunków zwierząt, wśród których można wymienić: baribala, pumę, kojota, rysia rudego, bobra, sewela, piżmaka, wilka, lisa pospolitego, szopa, orła przedniego, bielika amerykańskiego, sokoła wędrownego, sokoła norweskiego, drzemlika, błotniaka zbożowego, rybołowa, sowę śnieżną, płomykówkę. Spośród ssaków morskich można wymienić: pływacza szarego, płetwala karłowatego, humbaka, orkę, morświna, lwa morskiego.